# Hill Tippera

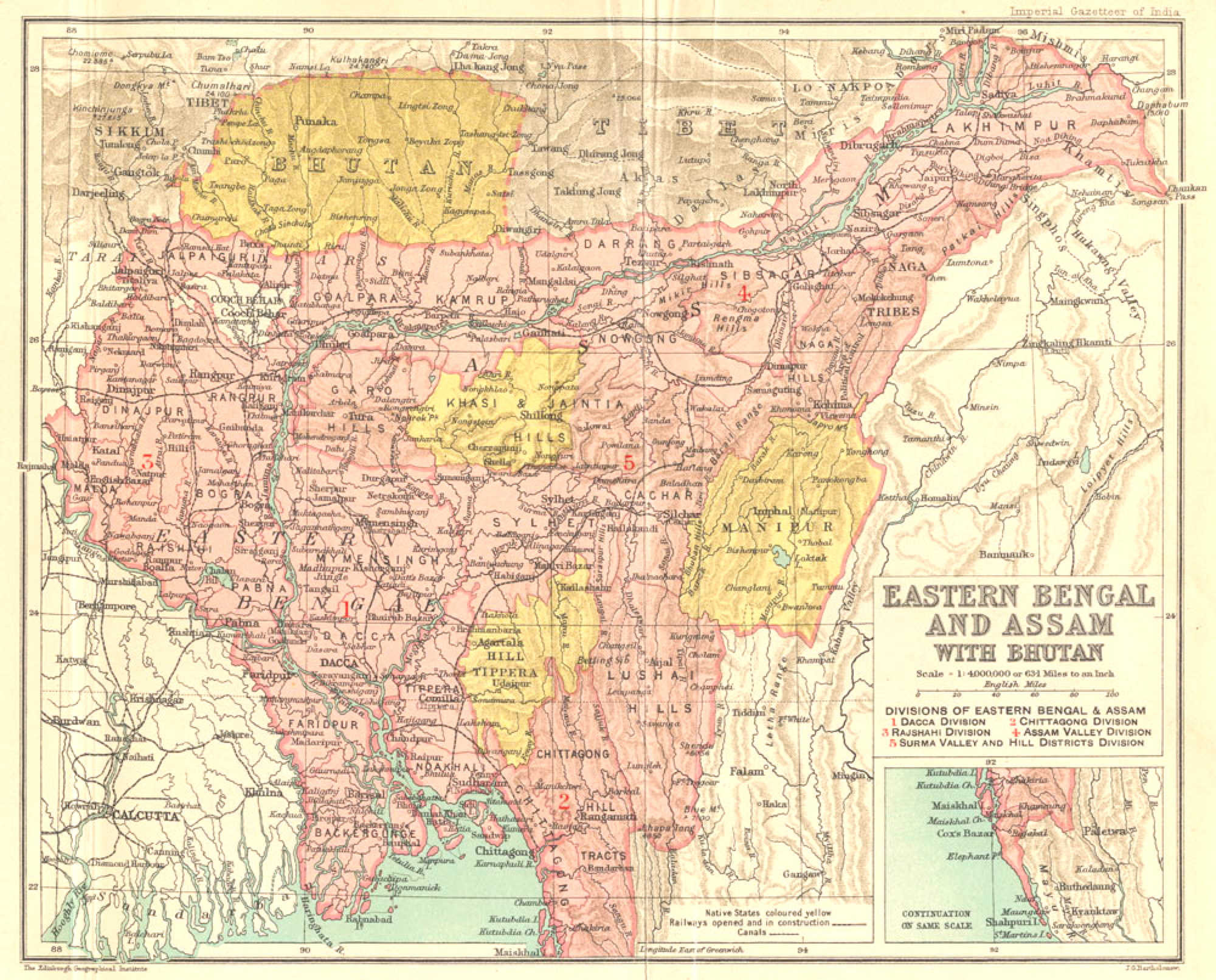
'Collina Tipperah' raffigurata nel Bengal Gazetteer, 1907

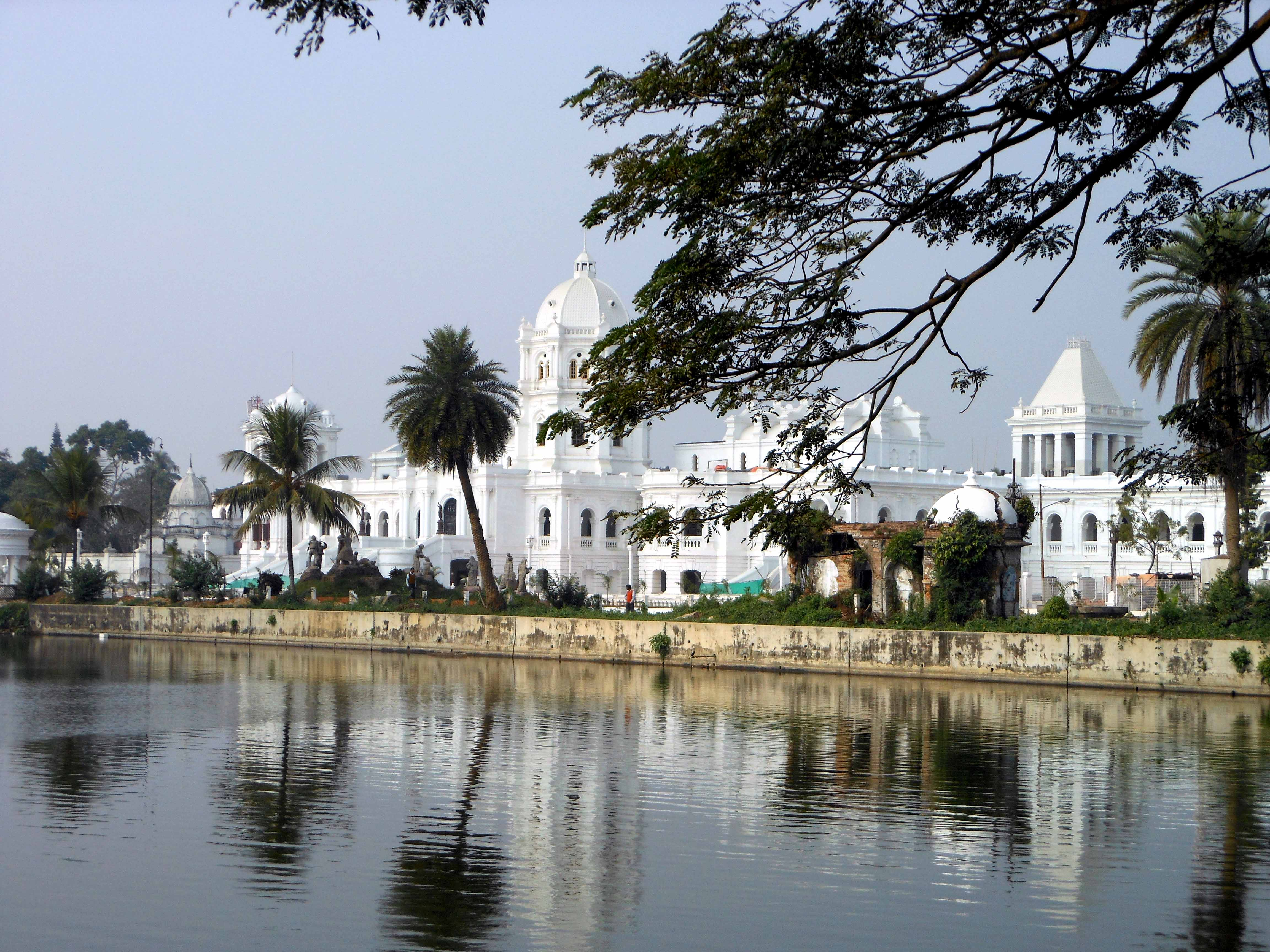
Palazzo Ujjayanta.

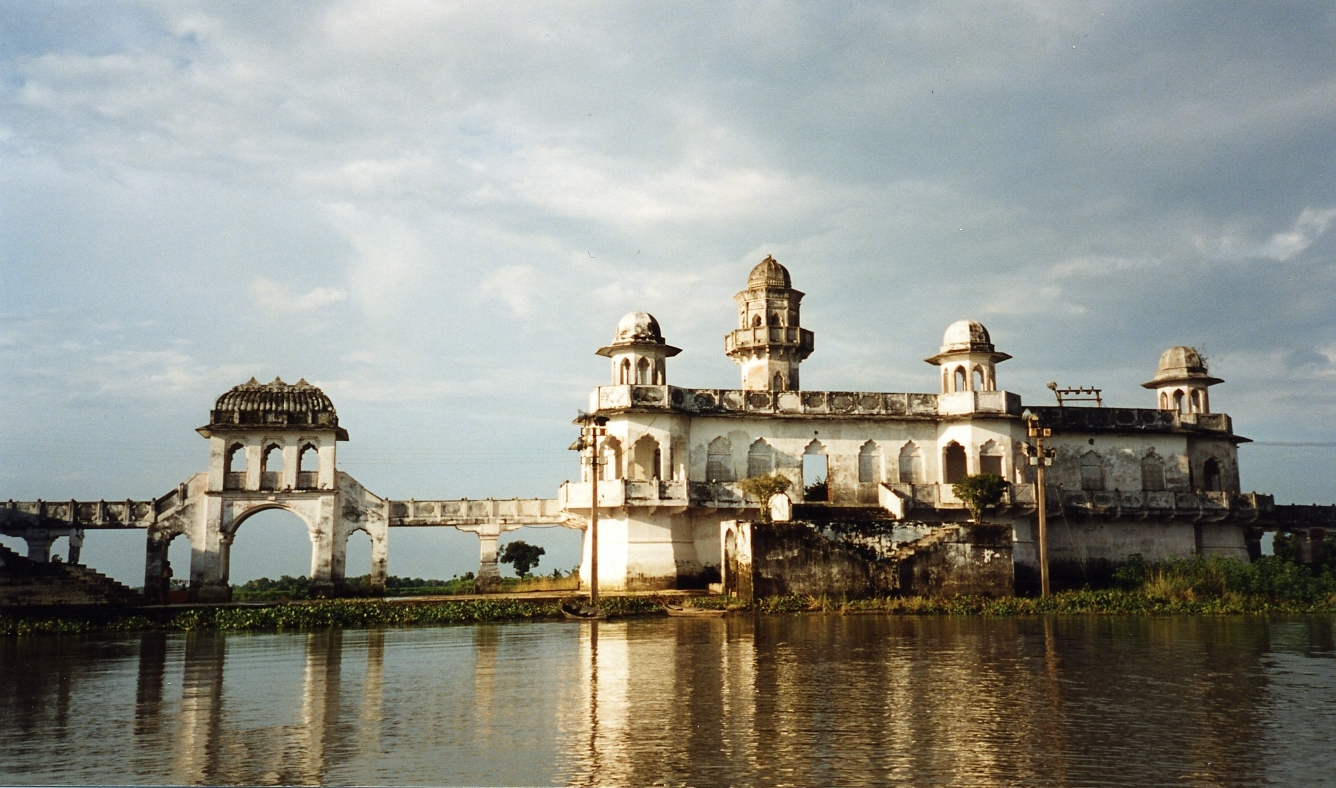
Palazzo Neermahal.

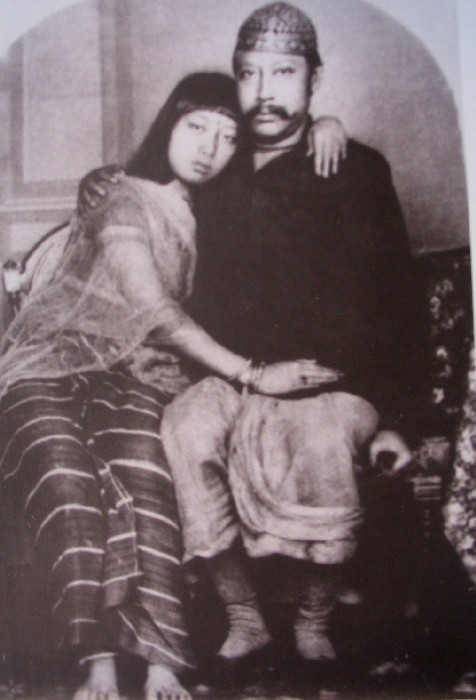
Maharaja Bir Chandra Manikya con la Regina Manamohini

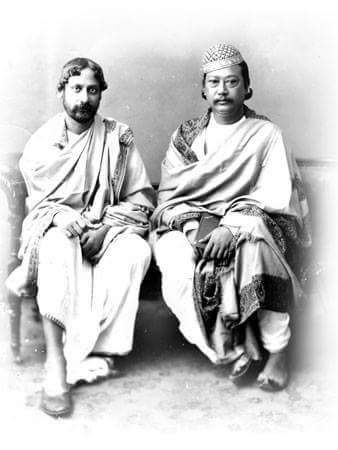
Tagore con Maharaja Radha Kishore nel 1900

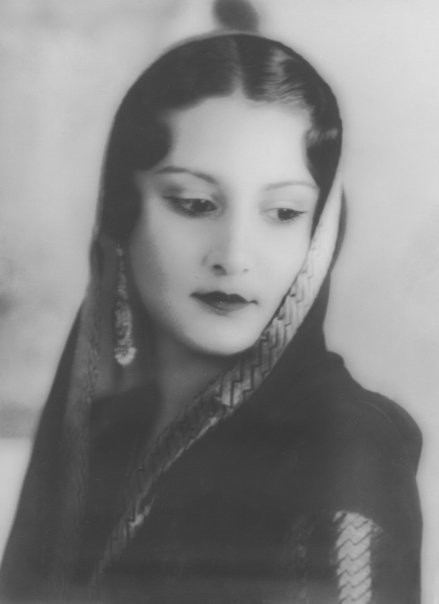
La Regina Kanchan Prabha Devi che firmò il instrument of accession come presidente del Consiglio di Reggenza

Lo Stato di Tripura, noto anche come Hill Tipperah, era uno Stato principesco indiano durante il periodo del Raj britannico e per circa due anni dopo la partenza degli inglesi. I suoi governanti appartenevano alla dinastia Manikya e fino all'agosto 1947 lo stato era in un'alleanza sussidiaria, dalla quale fu rilasciato dall'Indian Independence Act del 1947. Lo stato aderì alla neonata Unione indiana il 13 agosto 1947, e successivamente si fuse nell'odierno stato indiano nell'ottobre 1949.
Lo stato principesco si trovava nell'attuale stato indiano di Tripura. Lo stato comprendeva una città, Agartala, e un totale di 1.463 villaggi. Aveva una superficie di 10.660 km2 e una popolazione di 513.000 abitanti nel 1941.

## Storia
Il precedente stato di Tripura fu fondato intorno al 100 d.C. Secondo la leggenda il nome della dinastia Manikya sarebbe derivato da un gioiello ("Mani" in sanscrito) che era stato ottenuto da una rana. Il primo re che governò lo stato con il titolo reale di Manikya fu Maharaja Maha Manikya, che salì al trono nel 1400. Il Rajmala, una cronaca dei re di Tripura, fu scritta in versi bengalesi nel XV secolo sotto Dharma Manikya I. Il regno di Tripura raggiunse la sua massima espansione nel XVI secolo.
Nel 1764, quando la British East India Company prese il controllo del Bengala, le parti del Bengala che erano state parte dell'Impero Mughal furono rilevate dall'amministrazione britannica; nel 1809 Tripura divenne un protettorato britannico e nel 1838 i Rajas di Tripura furono riconosciuti dagli inglesi come sovrani. Tra il 1826 e il 1862 la parte orientale fu soggetta alle devastazioni provocate dagli invasori Kuki che saccheggiarono e distrussero villaggi e massacrarono i loro abitanti.
Spesso, durante le successioni al trono, i membri della famiglia reale di Tripura ricorrevano ai servizi dei Kuki per causare disturbi e devastazioni; per questo nel 1904 gli inglesi emanarono un sanad che regolò in modo permanente la successione della famiglia reale. Da allora in poi la successione dovrebbe essere riconosciuta dal Viceré dell'India che rappresenta la Corona britannica.
Bir Chandra Manikya (1862–1896) modellò la sua amministrazione sul modello dell'India britannica e attuò riforme tra cui la fondazione della Agartala Municipal Corporation. Nel 1905 Tripura divenne parte della nuova provincia del Bengala orientale e dell'Assam e fu designata come "Hill Tippera". Oltre all'area occupata dal colle Tippera, che corrisponde allo stato di Tripura, i re possedevano una fertile tenuta nota come Chakla Roshnabad con un'area di 1476 km2, situata nella pianura dei distretti di Noakhali, Sylhet e Tipperah; quest'ultima è ora per lo più compresa nel distretto di Comilla del Bangladesh.
Il re Bir Bikram Kishore Debbarma morì nel maggio 1947, poco prima dell'indipendenza indiana. Suo figlio Kirit Bikram Kishore era minorenne a quel tempo e, quindi, la Maharani Kanchan Prava Devi presiedeva il Consiglio di reggenza formato per governare lo stato. Il 13 agosto 1947, la Maharani firmò lo strumento di adesione, aderendo all'Unione indiana. Ci furono disordini nello stato nei mesi successivi e diversi cambiamenti nella struttura amministrativa ebbero luogo in rapida successione. Infine, il 9 settembre 1949, la Maharani firmò l'accordo di fusione con l'Unione indiana, entrato in vigore il 15 ottobre, e Tripura divenne uno Stato classificato come Part C State (Chief Commissioner's Province).
Kirit Pradyot Deb Barman (nato nel 1978) è il figlio dell'ultimo re.

### Raja di Tripura
- 1684 – 1712 Ratna Manikya II (m. 1712)
- 1712 – 1714 Mahendra Manikya
- 1714 – 1732 Dharma Manikya II
- 1732 – 1733 Jagat Manikya
- 1733 Dharma Manikya II
- 1733 – 1737 Mukunda Manikya (m. 1739)
- 1737 – 1739 Jai Manikya II
- 1739 – 174. Indrasya Manikya II
- 17.. – 174. Udai Manikya
- 174. – 174. Jai Manikya II
- 174. – 174. Indrasya Manikya II
- 174. – 1743 Jai Manikya II
- 1743 – 1760 Bijaya Manikya III
- c. 1748 – c. 1758 Shamsher Gazi -Reggente (m. ca. 1758)
- 1760 Lakshman Manikya (m. 1760)
- 1760 – 1761 Krishna Manikya (m. 1783)
- 1761 – 1767 Balaram Manikya
- 1767 – 11 luglio 1783 Krishna Manikya
- 11 luglio 1783 – Mar 1804 Rajadhara Manikya II (d. 1804)
- 11 luglio 1783 – 1786 Jahnavi Rani Mahadevayu (f) - Reggente
- marzo 1804 – 18 ottobre 1809 Ramaganga Manikya (n. 17.. – m. 1826)
- 18 ottobre 1809 –  6 Aprile 1813 Durga Manikya (n. 17.. – m. 1813)
- 6 aprile 1813 – 14 Novembre 1826 Ramaganga Manikya
- 14 novembre 1826 – 19 marzo 1830 Kashichandra Manikya (m. 1830)
- 19 marzo 1830 –  3 Aprile 1849 Krishna Kishor Manikya (m. 1849)
- 3 aprile 1849 – 31 Luglio 1862 Ishanachandra Manikya (n. 1829 – m. 1862)
- 31 luglio 1862 – 11 Dicembre 1896 Virachandra Manikya (n. 1838 – m. 1896)
- 31 luglio 1862 –  9 Marzo 1870  .... -Reggente
- 11 dicembre 1896 – 12 Marzo 1909 Radha Kishor Manikya (n. 1857 – m. 1909)
- 12 marzo 1909 –  1 Gennaio 1919 Virendra Kishor Manikya (n. 1883 – m. 1923)

### Maharaja
- 1 gennaio 1919 – 13 agosto 1923 Virendra Kishor Manikya
- 17 agosto 1923 – 17 maggio 1947 Vira Vikrama Kishor Manikya (n. 1908, m. 1947) (dopo il 3 Giugno 1935 chiamato Sir Vira Vikrama Kishor Manikya)
- 17 maggio 1947 – 15 ottobre 1949 Manikya Kirit Bikram Kishore Deb Burman, minorenne (n. 1933 – m. 2006)
  - 17 maggio 1947 – 15 ottobre 1949 Maharani Kanchan Prabhavati Mahadevi, Reggente (n. 1914, m. 1973)

### Dewan (primi ministri)
- 1850 – 1857? Balaram Hazari
- 18.. – 18.. Braja Mohan Thakur
- 18.. – 1873 Dinabandhu Thakur
- Jul 1873 – 1877 Nilmoni Das
- 1877 – 1880 Sambhu Chandra Mukherjee
- 1880 – 1883 ....
- 1883 Principe Radakishore
- 1883 – 1886 Dhanajaya Thakur
- 1886 (3 mesi) Babu Dinanath Sen
- 1886 – Novembre 1888 Rai Bahadur Mohini Mohan Bardhan
- Novembre 1888 – 1890? il Raja
- 1890 – 1892 Rai Umakanta Das Bahadur
- 1892 – 1901? Dinabandhu Thakur
- 1901 – 1905 Rai Umakanta Das Bahadur
- Novembre 1905 – Febbraio 1907 Shri Ramani Mohan Chattopadhyaya
- Febbraio 1907 – Dicembre 1908 Rai Umakanta Das Bahadur
- Dicembre 1908 –  7 Novembre 1909 Sirjukta Babu Annada Charan Gupta
- Novembre 1909 – 1914 Nabadwip Chandra Deb Barma (n. 1854 – m. 1931)
- 1914 – 1915 Brajendra Kishore Deb Barma (n. 1880 – m. 19..)
- 1915 – 1923 Srijut Babu Prasanna Kumar Deb Barma
- 9 Dicembre 1923 – 19 Agosto 1927 Nabadwipchandra Dev Burma
- 1927 – 1929 Jyotis Chandra Sen
- 17 Maggio 1929 – 1931? Nabadwipchandra Dev Burma
- 1931 – 28 Agosto 1932 B.K. Sen
- 28 Agosto 1932 – 20 Novembre 1932 Manyabara Rana Bodhjung Bahadur (n. 1894 – m. 1946)
- 20 Novembre 1932 – 1939/40 Jyotis Chandra Sen
- 1939/40 – 18 Novembre 1946 Manyabara Rana Bodhjung Bahadur
- Novembre 1946 – 1947 Brajendra Kishore Deb Barma
- 1947 S.V. Mukherjee
- 20 Dicembre 1947 – 15 Ottobre 1949 Abani Bushan Chatterjee

#### Agenti Britannici
- 3 Luglio 1871 – Febbraio 1874 Ambrose William Bushe Power (n. 18.. – m. 1907)
- 11 Febbraio 1874 – Maggio 1875 Edward Gordon Lillingston
- 27 Maggio 1875 – Febbraio 1876 W.L. Samuels
- 22 Agosto 1876 – Aprile 1877 Thomas Edward Coxhead (n. 1842 – m. 1890)
- Febbraio 1877 – Aprile 1877 James Francis Bradbury
- 26 Aprile 1877 – 28 Ottobre 1878 C.W. Bolton
- 1878 – 1879 F. Jones
- 1879 – 1882 G. Toynbee